# José Eduardo Agualusa

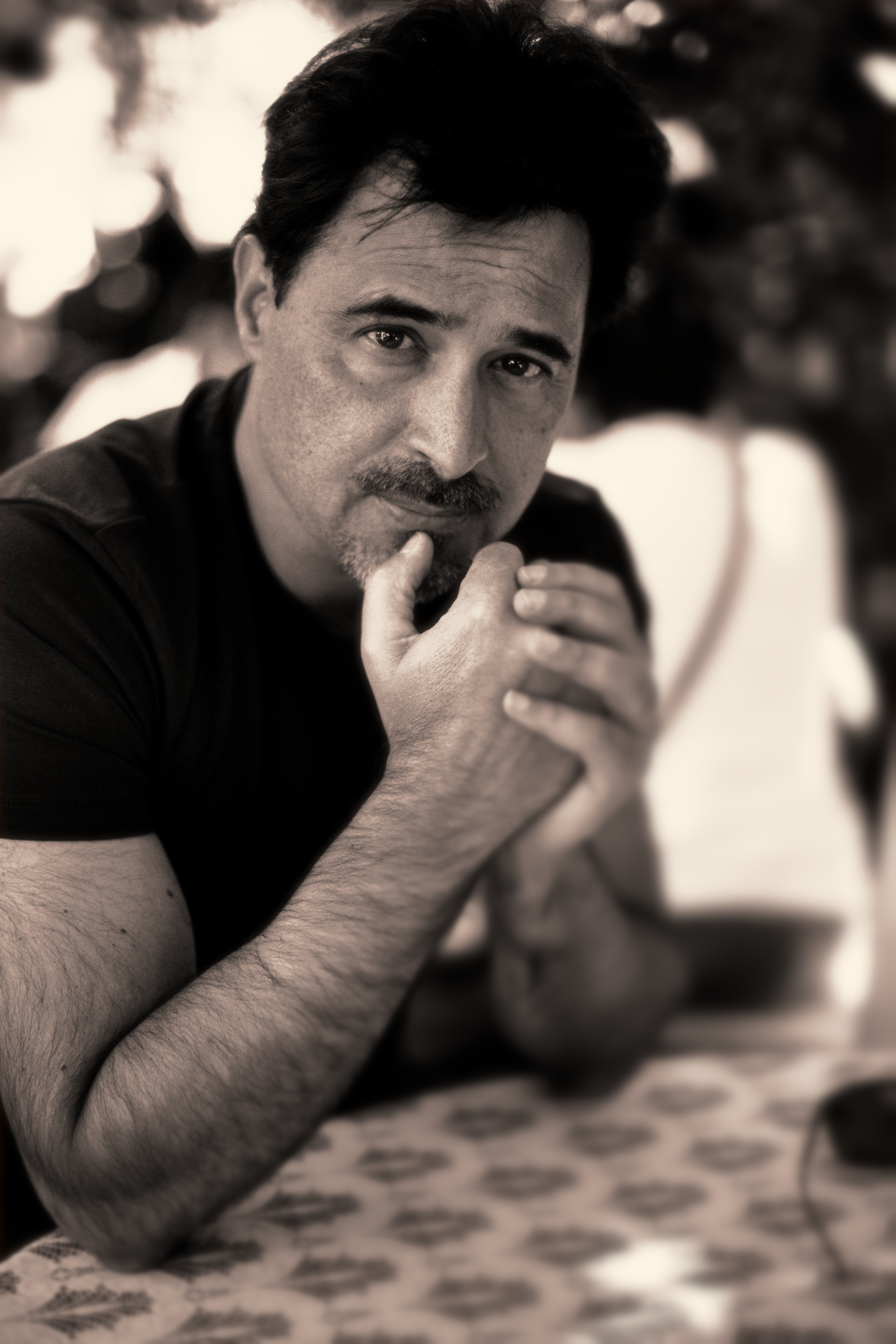
José Eduardo Agualusa (2012)

José Eduardo Agualusa (* 13. Dezember 1960 in Huambo) ist ein angolanischer Schriftsteller.

## Leben und Werk
José Eduardo Agualusa studierte zunächst Land- und Forstwirtschaft in Lissabon, betätigte sich aber bald als Journalist und Schriftsteller. Sein erster Roman erschien 1989 in Portugal. Neben Romanen, Kurzgeschichten und Lyrik verfasste er auch Kinder- und Jugendliteratur sowie mehrere Theaterstücke, drei davon gemeinsam mit dem mosambikanischen Schriftsteller Mia Couto. Daneben ist er weiterhin als Journalist tätig und schreibt Kolumnen für die brasilianische Tageszeitung O Globo. Für den portugiesischen Sender RDP África moderiert er seit Jahren eine Sendung über afrikanische Musik und Literatur.
Seine inzwischen fast 50 Bücher wurden in mehr als 25 Sprachen übersetzt. In deutscher Übersetzung liegen bislang fünf Romane vor.
Das Portugiesisch, in dem er schreibt, ist für Agualusa nicht mehr die Sprache der einstigen Kolonialherren, sondern „eine afrikanische Sprache, die Begriffe, Ausdrücke, die Rhythmen und die Gefühle des angolanischen Volkes aufgenommen hat“. In dieser Hinsicht steht er in der Nähe von Luandino Vieira und Pepetela, die – wie er – Angolaner portugiesischer Abstammung sind.
Agualusas erster Roman, A Conjura („Die Verschwörung“), erschien 1989. Zentrales Thema dieses historischen Romans, der in São Paulo de Luanda der Jahre 1880 bis 1911 angesiedelt ist, ist die Vermischung der Kulturen in der modernen angolanischen Gesellschaft. Das wachsende Selbstbewusstsein der kreolischen Minderheit innerhalb einer von Gegensätzen geprägten Gesellschaft ist auch Thema seines zweiten Romans A Feira dos Assombrados („Der Markt der Verdammten“, 1992).
In Zusammenarbeit mit Fernando Semedo und der Fotografin Elza Rocha brachte Agualusa 1993 den Band Lisboa Africana („Afrikanisches Lissabon“) heraus, der die vielfältigen kulturellen Impulse, die die portugiesische Gesellschaft durch ihre afrikanische Bevölkerungsgruppe erfahren hat, dokumentiert. In seinem Gegenwartsroman Estação das chuvas („Regenzeit“) von 1996 entwirft der mit autobiografischen Zügen ausgestattete Ich-Erzähler um die fiktive Lebensgeschichte der angolanischen Dichterin und Historikerin Lidia do Carmo Ferreira eine nüchterne Gesellschaftschronik aus Fakten und Fiktionen, die dem Leser die verheerenden Folgen von 30 Jahren Krieg und Bürgerkrieg auf beklemmende Weise vor Augen führt.
Die Hauptfigur seines Romanprojekts Nação Crioula (Dt.: „Ein Stein unter Wasser“) von 1997 entlehnte Agualusa einem Briefroman des großen portugiesischen Schriftstellers Eça de Queiroz (1845–1900). In einem geistreichen literarischen Spiel erweitert er die Vorlage um die Perspektive der Kolonie Angola auf Europa und auch auf das vor allem von Angola aus kolonisierte Brasilien.
Im Jahr 2000 erhielt er ein Stipendium der Fundação Oriente für einen Aufenthalt in Goa, der in dem Roman Um estranho em Goa mündete, 2001 war er für ein Jahr Stipendiat des DAAD in Berlin und schrieb dort O ano em que Zumbi tomou o Rio. Der Roman Barroco Tropical entstand während eines Stipendiatenaufenthalts in Amsterdam.
2006 initiierte er die Gründung des brasilianischen Verlags „Língua Geral“, der nur Werke herausgibt, die ursprünglich auf Portugiesisch geschrieben wurden.
2007 erhielt er als erster afrikanischer Schriftsteller den Independent Foreign Fiction Prize für den Roman O vendedor de Passados (Engl. Übersetzung von Daniel Hahn: The Book of Chameleons, deutsche Übersetzung von Michael Kegler: Das Lachen des Geckos). Sein 2009 im Original und 2011 in deutscher Übersetzung vorgelegter Roman Barroco Tropical war 2012 nominiert für den Internationalen Literaturpreis Haus der Kulturen der Welt. 2017 erhielt er gemeinsam mit seinem Übersetzer Daniel Hahn den International DUBLIN Literary Award für Teoria geral do esquecimento (2012; engl. Übersetzung A general theory of oblivion, dt. Ausgabe: Eine allgemeine Theorie des Vergessens.) Abermals war er der erste Afrikaner, der diese Auszeichnung erhielt.
Agualusa lebt abwechselnd in Lissabon und auf der Ilha de Moçambique.

## Sonstiges
José Eduardo Agualusa war mehrfach Teilnehmer beim internationalen literaturfestival berlin. Er lebte als Teilnehmer des Berliner Künstlerprogramms des DAAD 2001/2002 in Berlin, wo er den Roman O Ano em que Zumbi Tomou o Rio schrieb. 2018 war er Gast des Literaturfestivals Poetische Quellen in Bad Oeynhausen, 2020 Headliner des  African Book Festivals Berlin.

## Auszeichnungen
- Grande Prémio de Literatura da RTP für Nação crioula (dt. Titel „Ein Stein unter Wasser“)
- Independent Foreign Fiction Prize für O Vendedor de Passados (dt. Titel „Das Lachen des Geckos“)
- 2017: International DUBLIN Literary Award für A General Theory of Oblivion (im Original: Teoria geral do Esquecimento (2012); dt. Titel „Eine allgemeine Theorie des Vergessens“)[2]

## Werke
- A Conjura. Roman. 1989.
- Coração dos bosques. Dichtung. 1991.
- A Feira dos Assombrados. Novelle. 1992.
- Lisboa Africana. Reportage. 1993.
- Estação das chuvas. Roman. 1996.
- Nação Crioula. Roman. 1997.
  - Übersetzung: Ein Stein unter Wasser. Aus dem Portugiesischen von Inés Koebel. dtv, München 1999, ISBN 3-423-24178-0.
- Fronteiras Perdidas, contos para viajar. Erzählungen. 1999.
- Um estranho em Goa. Roman. 2000.
- Estranhões e Bizarrocos. Kinderbuch. 2000.
- A Substância do Amor e Outras Crónicas. Glossen. 2000.
- O Homem que Parecia um Domingo. Erzählungen. 2002.
- Catálogo de Sombras. Erzählungen. 2003.
- O Ano em que Zumbi Tomou o Rio. Roman. 2003.
- O Vendedor de Passados. Roman. 2004.
  - Übersetzung: Das Lachen des Geckos. Roman. Aus dem Portugiesischen von Michael Kegler. A1 Verlag, München 2008.
- Manual Prático de Levitação. Erzählungen. 2005.
- As Mulheres de Meu Pai. Roman. 2007.
  - Übersetzung: Die Frauen meines Vaters. Roman. Aus dem Portugiesischen von Michael Kegler. A1 Verlag, München 2010, ISBN 978-3-940666-10-9.[3]
- Barroco tropical. Roman. 2009.
  - Übersetzung: Barroco tropical. Roman. Aus dem Portugiesischen von Michael Kegler. A1 Verlag, München 2011, ISBN 978-3-940666-19-2.
- Um Pai em Nascimento. Crónicas / Glossen. 2010.
- Milagrário Pessoal. Roman. 2010.
- A educação sentimental dos pássaros. Erzählungen. 2011.
- Teoria geral do esquecimento. Roman. 2012.
  - Übersetzung: Eine allgemeine Theorie des Vergessens. Aus dem Portugiesischen von Michael Kegler. Verlag C.H. Beck, München 2017, ISBN 978-3-406-71340-8.
- A vida no céu. Jugendbuch / Roman. 2013.
  - Auszüge daraus in deutscher Übersetzung in der Anthologie Imagine Africa 2060 Hrsg. von Christa Morgenrath / Eva Wernecke, Peter-Hammer-Verlag, 2019
- A rainha Ginga. Roman. 2014.
- O livro dos camaleões. Erzählungen. 2015.
- A sociedade dos sonhadores involuntários. Roman. 2017.
  - Übersetzung: Die Gesellschaft der unfreiwilligen Träumer. Aus dem Portugiesischen von Michael Kegler. Verlag C.H. Beck, München 2019, ISBN 978-3-406-73374-1.
- O terrorista elegante e outras histórias. (Co-Autor Mia Couto), Quetzal Editores, ISBN 978-989-722-621-2 (drei Kurzgeschichten, 2019).
- Os vivos e os outros. Roman. 2020. Quetzal Editores, ISBN 978-989-722-498-0

## Aufsätze
- Kian-Harald Karimi: Sempre em viagem: nações deslizantes como formas do pensamento no romance ‘Nação Crioula’ de José Eduardo Agualusa. In: Identidades em Movimento. Construções identitárias na África de língua portuguesa e reflexos no Brasil e em Portugal. (Hrsg. Doris Wieser, Enrique Rodrigues-Moura). TFM (Biblioteca luso-brasileira), Frankfurt am Main 2015, ISBN 978-3-939455-12-7, S. 141–172.
- Kian-Harald Karimi: Immer auf Reisen – Nationen als bewegliche Formen des Denkens in José E. Agualusas Nação Crioula. In: Lusorama. Nr. 101–102, 2015, S. 86–118.

| Personendaten    | Personendaten                |
| ---------------- | ---------------------------- |
| NAME             | Agualusa, José Eduardo       |
| KURZBESCHREIBUNG | angolanischer Schriftsteller |
| GEBURTSDATUM     | 13. Dezember 1960            |
| GEBURTSORT       | Huambo, Angola               |